# 自然经济

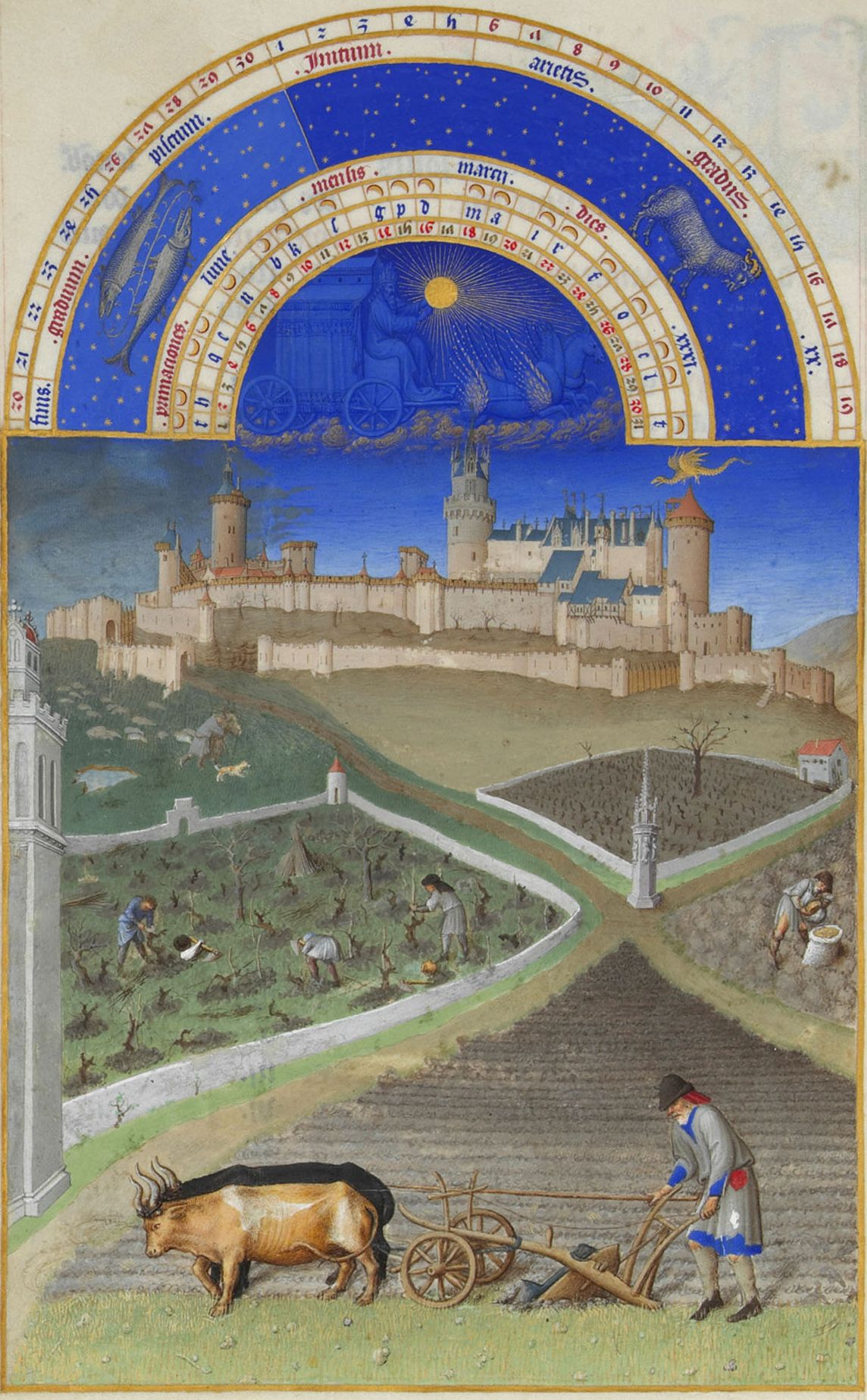
法國中世紀的莊園

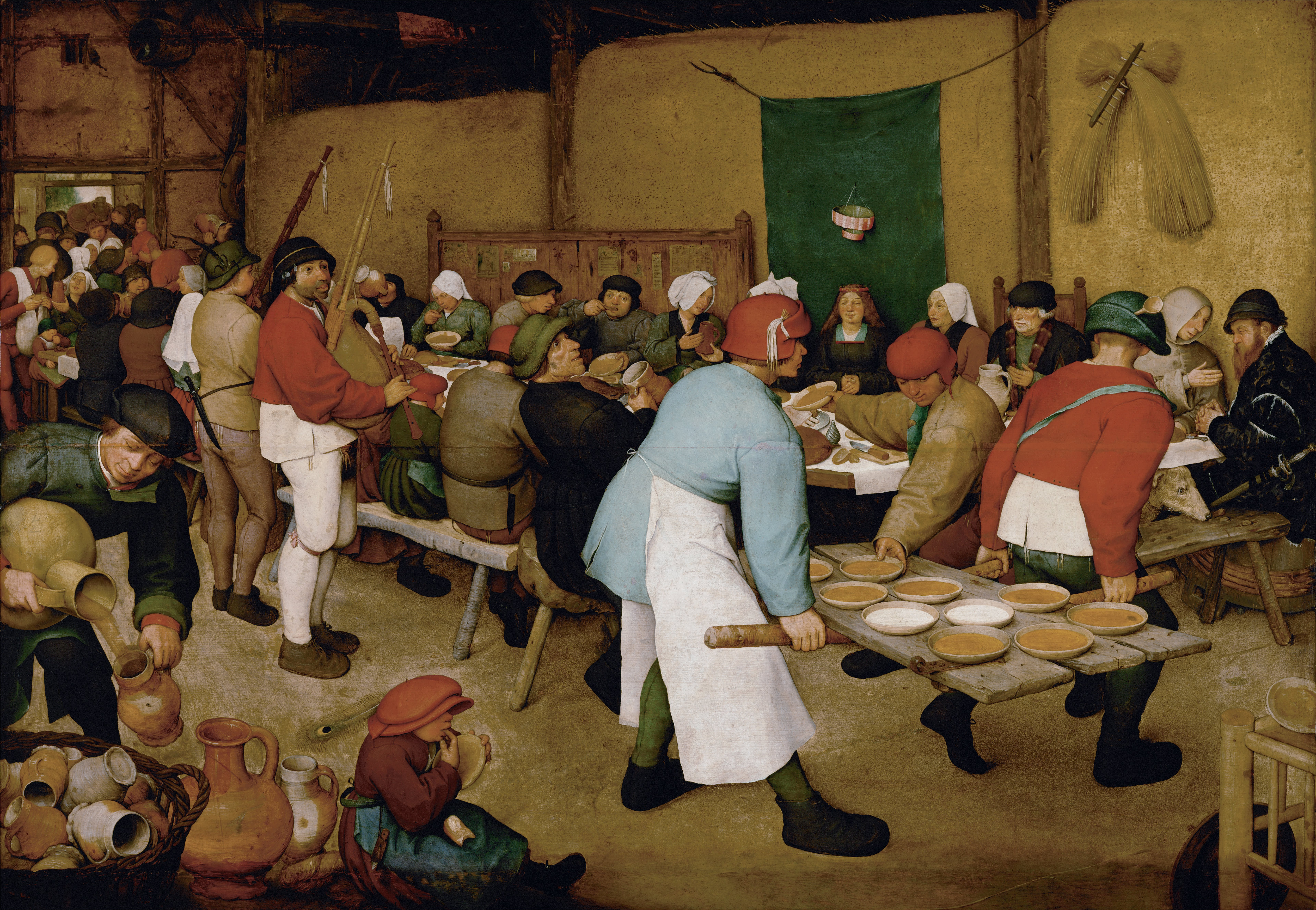
1568年鄉民社會油畫

自然经济，也叫小农经济，是一種在人與人之間轉移資源的過程中不使用貨幣的經濟類型，被視為是商品经济的对立面，私有制经济的一种表现。此詞常用以描述一种自給自足的经济形态。

## 构成体系
自然經濟是一個透過直接議價、法律權利或傳統分享習俗等構成的經濟體系，這種經濟體系基本上是农业经济（尤其是小农经济）与家庭手工业的结合为基础，原始商品经济提供辅助，但居于从属地位。

## 基本特征
自然經濟是以家庭（其他时期也包括氏族公社、封建庄园等）为主要基本生产单位，生产规模相当小。在更加複雜的自然經濟體系中，部分商品可能會作為議價時的基準；然而即使如此，在這類經濟中，貨幣在資源分配中只占有很小的角色，而這樣的結果就是，在自然經濟中多數生產的貨品並不是拿來販售的，而是拿來直接使用的（即是所謂的生計經濟），也因此自然經濟通常傾向自給自足、幾乎一切都是自產自用的。
在這種經濟體下，大多数情况下产品的原料采集、生产乃至消费都是为了满足劳动者自身需要（而不是为了进行资本积累并扩大再生产），只有在生产产品过剩的情况下才会将产品拿到市场上交换。并且自然经济中农业生产同家庭手工业制造相结合，即农产品以及一部分手工业品都是自主生产并使用的，也就是所谓的“男耕女织”现象。

## 在古代社会
根據馬克思的看法，原始社会时期生产力极为低下，通过氏族之间极少的剩余产品交换产生的就是最早的自然经济。真正实现完善的自然经济是在原始社会末期，以家庭为生产单位、采用金属工具生产、以土地为生产资料的时代出现。在原始社会末期与早期封建社会时期，自然经济是生产力发展的有力支持。

## 對自然經濟一詞的使用
「自然經濟」一詞常與指稱其他種類經濟體系相對，尤其常與資本主義相對。
羅莎·盧森堡認為自然經濟的破壞，乃是發展資本主義的必要條件；此外，卡爾·馬克思認為印加帝國的經濟屬於自然經濟，因為其經濟體系孤立且基於交換而非獲利。
其他的作者則以更加相對的方式使用此術語，比利時經濟史家亨利·皮雷纳指出，中世紀歐洲是有貨幣的，但人們依舊以自然經濟一詞描述當時的經濟體系，而這是因為相較更早期或更晚期的時代，貨幣在這段期間扮演較小的角色之故。

## 參看
- 自耕農
- 家庭代工
- 老農津貼
- 傳統經濟
- 自給農業